# Kébémer
Kébémer är en stad och kommun i nordvästra Senegal. Den ligger i regionen Louga och har cirka 24 000 invånare.